# Eckerö församling

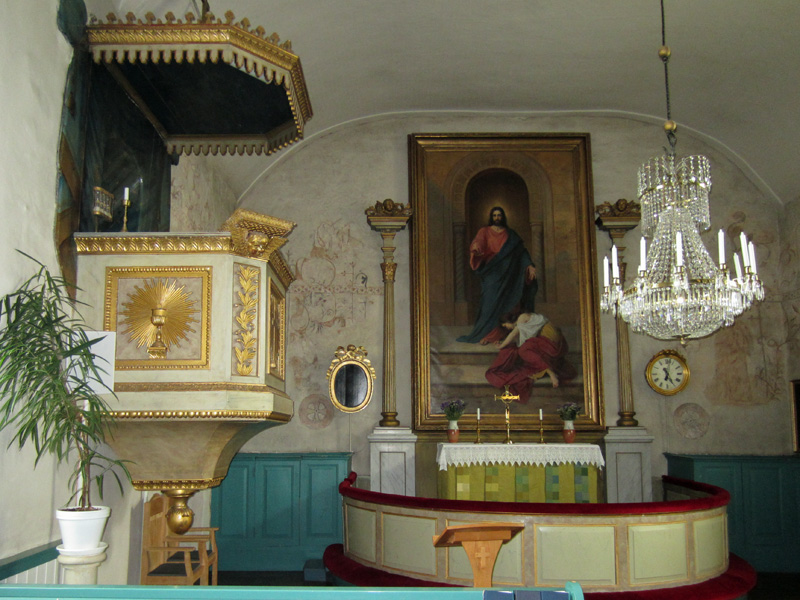
Interiör från Eckerö kyrka

Eckerö församling var en församling i Ålands prosteri inom Borgå stift i Evangelisk-lutherska kyrkan i Finland. Den omfattade samma område som Eckerö kommun och hade 710 medlemmar år 2018. Eckerö församling slogs den 1 januari 2022 ihop med Hammarlands församling och bildade Eckerö-Hammarlands församling.

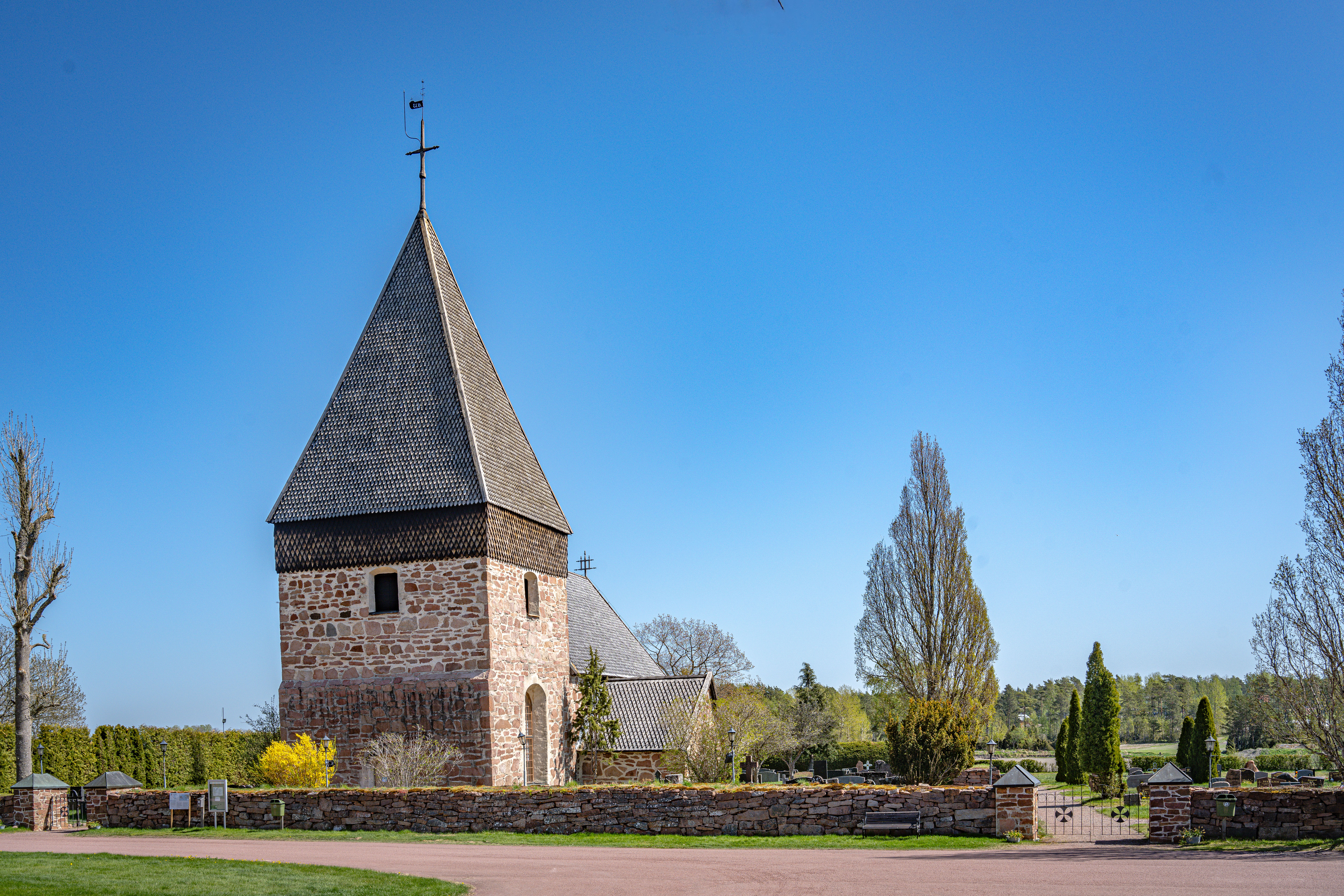
Eckerö kyrka, belägen i Kyrkoby. 19 maj 2024.

Eckerö kyrka, helgad åt Sankt Lars, uppfördes i slutet av 1200-talet. Socknen nämns första gången 1427. Eckerö var fram till 1877 kapell under Hammarland, därefter egen församling till 2022.
Till Eckerö församling hörde sju byar: Björnhuvud, Finbo, Kyrkoby, Marby, Storby, Torp och Överby. Också invånarna på Signilskär räknades till Eckerö.